# Cerapachys gwynethae
Cerapachys gwynethae är en myrart som först beskrevs av Clark 1941.  Cerapachys gwynethae ingår i släktet Cerapachys och familjen myror. Inga underarter finns listade i Catalogue of Life.